# Summit Hill, Pennsylvania
Summit Hill là một thị trấn thuộc quận Carbon, tiểu bang Pennsylvania, Hoa Kỳ. Năm 2010, dân số của thị trấn này là 3034 người.